# Wasilij Walkow

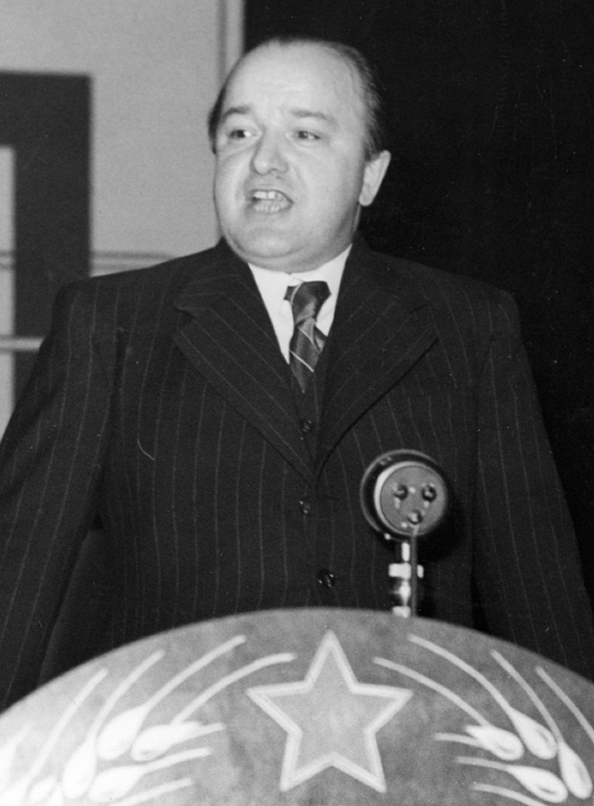
Wasilij Aleksiejewicz Walkow

Wasilij Aleksiejewicz Walkow (ros. Василий Алексеевич Вальков, ur. 1904, zm. 1972) – radziecki dyplomata.

## Życiorys
Od 1924 członek RKP(b), 1939-1941 kierownik Wydziału Państw Amerykańskich Ludowego Komisariatu Spraw Zagranicznych ZSRR, 1942-1945 radca Ambasady ZSRR przy Władzach Alianckich w Londynie. Od 23 czerwca 1945 do 24 sierpnia 1949 ambasador nadzwyczajny i pełnomocny ZSRR w Holandii, od grudnia 1949 p.o. kierownika Wydziału Państw Bałkańskich Ministerstwa Spraw Zagranicznych ZSRR, 1951-1953 kierownik Wydziału Bałkańskiego MSZ ZSRR, od 17 czerwca 1953 do 23 sierpnia 1955 ambasador nadzwyczajny i pełnomocny ZSRR w Jugosławii. Od sierpnia 1955 do 1956 pracownik centrali MSZ ZSRR, 1956 kierownik Wydziału I Europejskiego MSZ ZSRR, później kierownik sektora Instytutu Gospodarki Światowej i Stosunków Międzynarodowych Akademii Nauk ZSRR.